# صحافة
الصّحَافَةُ هي المهنة التي تقوم على جمع وتحليل الأخبار والآراء والتحقق من مصداقيتها وتقديمها للجمهور، وغالبا ما تكون هذه الأخبار متعلقة بمستجدات الأحداث على الساحة السياسية أو المحلية أوالثقافية أو الرياضية أو الاجتماعية وغيرها.

## الصحافة واللغة العربية
الصحافة هي صناعة الصحفي لمقالات تهتم بجميع الأحداث التي تدور في مجتمعنا، والصحافيون هم القوم الذين ينتسبون إليها ويتطلعون عليها، ويعملون بها. أول من استعمل لفظ الصحافة، بمعناها الحالي، كان الشيخ نجيب الحداد، منشئ جريدة «لسان العرب»، في الإسكندرية، وحفيد الشيخ ناصيف اليازجي، وإليه يرجع الفضل في هذا المصطلح «صحافة»، ثم قلده سائر الصحفيين، بعد ذلك.
استخدم العرب والأوروبيون عديدا من المصطلحات لوصف الصحافة، بأشكالها المختلفة. فعند دخول الصحافة، لأول مرة، في مطلع القرن التاسع عشر، كان يطلق عليها لفظة «الوقائع»، ومنها جريدة الوقائع المصرية، كما سماها رفاعة الطهطاوي. وسميت كذلك «غازته»، نسبة إلى قطعة من النقود، كانت تباع بها الصحيفة. كما أطلق عليها الجورنال.
وقد استعمل العرب الأقدمون كلمة «صحفي» بمعنى الوراق الذي ينقل في الصحف، وقيل في ذلك عن بعضهم: «فلان من أعلم الناس لولا أنه صحفي» بمعنى أنه ينقل عن الصحف أو الصحائف. وقد عرف بعضهم الصحافة الحديثة بأنها كل نشرة مطبوعة تشتمل على أخبار ومعلومات عامة وتتضمن سير الحوادث والملاحظات والانتقادات التي تعبر عن مشاعر الرأي العام وتباع في مواعيد دورية محددة وتعرض على الجمهور عن طريق الاشتراك والشراء.
وقد أطلق العرب لفظ الغازته على الصحف، في أوائل عهدها، تقليدا للأوروبيين؛ حيث يقال إن أول صحيفة، ظهرت في البندقية، عام 1656، كانت تسمى غازته؛ فشملت هذه التسمية فيما بعد كل الصحف بلا استثناء.
وعندما أنشأ خليل الخوري، عام 1858، جريدة «حديقة الأخبار» في بيروت أطلق عليها اللفظ الفرنسي «جورنال». وكان الكونت رشيد الدحداح اللبناني، صاحب جريدة «برجيس باريس»، الباريسية، هو أول من اختار لفظ «صحيفة»، وجرى مجراه أكثر أرباب الصحف، في ذلك العهد، وبعده؛ فما كان من أحمد فارس الشدياق اللبناني، صاحب «الجوائب» في القسطنطينية، وهو الذي ناظر الكونت رشيد الدحداح، في بعض المسائل اللغوية، إلا أن عقد العزم على استعمال لفظ «جريدة» (وهي الصحف المكتوبة كما وردت في معاجم اللغة) ومن ذاك الوقت شاع لفظ الجريدة، لدى جميع الصحفيين، بمعناها العصري.
وقد استعمل بعضهم، كالقس لويس صابونجي، صاحب «النحلة»، لفظة «النشرة»، بمعنى الجريدة، أو المجلة، وهكذا صنع المراسلون الأمريكيون، أصحاب «النشرة الشهرية»، و«النشرة الأسبوعية»، في بيروت وغيرهم.
ومن المسميات، التي أطلقت على الصحافة، «الورقة الخبرية» و«الرسالة الخبرية» وقد استعملتها جريدة المبشر، وأكثر الصحف العربية، في الجزائر ومنها كذلك «أوراق الحوادث»، وهو الاسم الذي أطلقه، للدلالة على صحف الأخبار، نجيب نادر صويا، منشئ مجلة «كوكب العلم»، في القسطنطينية.
وهناك، كذلك، اسم «المجلة» وأول من استعمله، في الوطن العربي، كان الشيخ إبراهيم اليازجي، عندما أصدر مجلة الطبيب، عام 1884. ولفظة المجلة أصلها الفعل «جل»، أي علا وسما مقاما، أو وضح وظهر. ومن ثم فإن اسم المجلة يعني إيضاح الحقائق.

## نشأة الصحافة وتطورها في العصور القديمة
ومنذ وجد الإنسان، وعرف اللغة والكلام، نشأت عنده حاجة لأن يقول للآخرين ما يعمل، وما يفكر فيه؛ ويعرف منهم، كذلك، ما يعملونه، وما يفكرون فيه، لأن طبيعة الإنسان الاجتماعية، تجعله يهتم بما يدور حوله، ولا يستطيع الحياة وحده، فكان لابد من إيجاد وسيلة للتعبير عن آرائه، وآماله وآلامه وحاجاته، إلى غير ذلك.
والصحافة، بمعنى نقل الأخبار، قديمة قدم الدنيا وليست النقوش الحجرية في مصر والصين وعند العرب الجاهليين، وغيرهم من الأمم العريقة، إلا ضربا من ضروب الصحافة في العصور القديمة. ولعل أوراق البردي المصرية، من أربعة آلاف عام، كانت نوعا من النشر أو الإعلام أو الصحافة القديمة.
وكانت الأخبار، في العصور الأولى، خليطا من الخيال والواقع، تماشيا مع رغبات المستمعين، بغية التسلية، الإشادة بالبطولة والقوة، وكان هذا اللون من القصص كثير التداول بين الناس يعمر طويلا، وينتقل من جيل إلى جيل، على صورة القصص الشعبية، الفولكلور. ولو صح ما قاله المؤرخ يوسف فلافيوس أنه كان، للبابليين، مؤرخون مكلفون بتسجيل الحوادث، التي اعتمد عليها نيروز، في القرن الثالث قبل الميلاد، في كتابه «تاريخ الكلدانيين»، لتبين أن الصحافة، كظاهرة اجتماعية قديمة جدا، عرفت في العصور السحيقة.
ويقال أن الصحافة بدأت في صورة الأوامر، التي كانت الحكومات توفد بها رسلها مكتوبة، على ورق البردي، إلى كل إقليم. وكان لهؤلاء الرسل محطات معينة يتجهون إليها، بما يحملون من الرسائل، لهم جياد في كل محطة. ومتى وصلت الرسالة إلى حاكم الإقليم، أذاع ما فيها على سكان إقليمه، وقد يلجأ، في بعض الأحيان، إلى إطلاق المنادين ينادون بما فيها.
استخدمت الحكومات كذلك النقش على الحجر، وكان لابد لها حينئذ من أحجار عدة، تنقش على كل واحد منها، نسخة من التبليغ، الذي تريده، ثم تبعث بها إلى حيث توضع، في المعابد، التي يكثر تردد الناس عليها. ومن هذه الأحجار، حجر رشيد المشهور، الذي كان وسيلة للوقوف على سر الكتابة المصرية، وقد وجدت من هذا الحجر ـ إلى منتصف القرن العشرين ـ نسختان، إحداهما أخذها الإنجليز، أثناء حملة بونابرت، ووضعوها في المتحف البريطاني، والثانية عثر عليها، بعد ذلك، وهي توجد الآن في المتحف المصري.
وكان حجر رشيد مكتوبا بثلاثة خطوط: اليوناني والديموطيقي والهيروغليفي، وهو يعود إلى عهد بطليموس الخامس، في نحو 196 قبل الميلاد. وكان الغرض من كتابته هو إذاعة قرار أصدره المجمع الديني، في مدينة ممفيس، فكان الخط اليوناني لليونانيين، والخط الديموطيقي لعامة الشعب، والخط الهيروغليفي للكهنة، وبذلك يمكن القول أن حجر رشيد كان جريدة واسعة الانتشار.
ولا يقتصر الأمر على مصر؛ ففي معرض الصحافة، في كولونيا بألمانيا عام 1928، توجد قطعة من الحجر عثر عليها في جزيرة كريت، ويرجع تاريخها إلى القرن الخامس ق م، نقش عليها باليونانية القديمة دعوة إلى وليمة. كما عثر على قطعة أخرى من الخشب، في أستراليا، يرجع تاريخها إلى أكثر من ألفي عام، وعليها دعوة إلى وليمة، كذلك، وهذا يشبه ما تنشره الصحف، الآن، من أخبار الزواج، والولائم والدعوة إليها.
تعد الرسائل الإخبارية المنسوخة المظهر البدائي، أو الأولي للصحافة، منذ الحضارات الشرقية القديمة، وهناك أوراق مصرية من البردي الفرعوني يرجع تاريخها إلى أربعة آلاف سنة قبل الميلاد، تتضح فيها الحاسة الصحفية لإثارة الميول، عند القراء، وجذب انتباههم.
على واجهة معبد هيبس يوجد نقش فيه بنود قانون يحدد العلاقة بين الحاكم والمحكوم، ضمانا لسير العدالة، وإيضاحا لقواعد جباية الأموال، وإنذارا بالعقاب عن الجرائم المتفشية، وأهمها الرشوة، والبلاغ الكاذب.
ويؤكد المؤرخ يوسف فلافيوس أنه كان، للبابليين، مؤرخون مكلفون بتسجيل الحوادث، شأنهم في ذلك، شأن الصحفيين في العالم الحديث. ولقد كان لبابل، في العصور القديمة، شهرة منف وطيبة، في مصر الفرعونية. وبلغت أوج مجدها، في عهد الملك حمورابي، عام 2100 ق م الذي تنسب إليه أول صحيفة ظهرت، في العالم، وهي مجموعة حمورابي للقوانين التي عدها علماء تاريخ القانون أول صحيفة لتداول القوانين، مثل صحيفة الوقائع المصرية، وغيرها من الصحف الرسمية، التي تنشر القوانين، واللوائح، والقرارات.
وعرفت معظم الحضارات القديمة، كحضارة الصين والإغريق والرومان، الخبر المخطوط، فقد أصدر يوليوس قيصر عقب توليه السلطة، عام 59 ق م، صحيفة مخطوطة اسمها اكتاديورنا actadurina أي «الأحداث اليومية». يكتب فيها أخبار مداولات مجلس الشيوخ، وأخبار الحملات الحربية، وبعض الأخبار الاجتماعية، مثل الزواج والمواليد والفضائح، وأخبار الجرائم والتكهنات. وكان للصحيفة مراسلون، في جميع أنحاء الإمبراطورية، وكانوا غالبا من موظفي الدولة.

### بدايات الصحافة في أوروبا
وفي أوروبا، في العصور الوسطى، كان البابا يسجل أحداث العام على سبورة بيضاء ويعرضها في منزله، حيث يحضر المواطنون للإحاطة بما فيها. وعندما ازداد النفوذ البابوي، أصبح القول الشفهي والسبورة غير كافيين؛ فنشأت النشرة العامة، وهي لون من الأوراق العامة، لعلها أصل الجريدة الرسمية الحالية؛ ومن ثم حلت النشرة الدورية، محل الحوليات الكبرى. استمر استخدام الرسائل الإخبارية المنسوخة، طوال العصور الوسطى، لخدمة التجارة، بين المدن الأوروبية المختلفة، وأصبحت مدينة «فيينا» مركزا لهذه الخطابات، وأصبح هناك كتاب، مهنتهم كتابة الأخبار، أو الرسائل الإخبارية، في جميع المدن الكبرى، وفي إنجلترا خاصة، ظهر ما يسمى بالوريقات الإخبارية News Sheets أثناء حرب الثلاثين (1618 ـ 1648).
وشكلت الرسائل الإخبارية المنسوخة، أو المخطوطة باليد، المظاهر الأولى للصحافة الأوروبية، خلال القرن الرابع عشر، في إيطاليا ثم في إنجلترا وألمانيا وكان يكتبها تجار الأخبار تلبية لرغبة بعض الشخصيات الغنية، ذات النفوذ الكبير، والمتعطشة إلى معرفة أهم أحداث العالم. وكان لهؤلاء التجار، مكاتب إخبارية جيدة التنظيم، ظلت تعمل لحسابهم، خلال القرن الخامس عشر، وجزء من القرن السادس عشر، وكان يوجد، في مدينة البندقية، مكاتب كثيرة من هذا النوع. وكذلك في سائر العواصم الأوروبية. وكان تاجر الأخبار يستأجر العبيد، الذين يعرفون الكتابة، أو يشتريهم، ويملي عليهم ما جمعه، من أخبار، ليدونوها، ويعدوها للبيع والتوزيع على المشتركين، وخاصة رسائل الأخبار العامة، التي كانت تختلف عن رسائل المعلومات الخاصة الموجهة لكبار رجال السياسة والاقتصاد.
كان إخوان فوجرز أشهر تجار الأخبار جميعا، اتخذوا من مدينة اوجزبرج مقرا لهم، إلى جانب مكاتب إخبارية فرعية، في لندن، وباريس وغيرها، من العواصم الأوروبية، ومدنها الكبرى. وكان إخوان فوجرز متخصصين في أعمال المصارف؛ فنشروا، إلى جانب الأخبار السياسية والحزبية، أخبارا تجارية ومالية، ذات قيمة كبيرة للتجار ورجال المال.
بعد مرحلة الكتابة على ورق البردي، وغيره، ظهرت الكتابة على الصفحات الخشبية، إلى أن أمكن الطبع منها، باستخدام القوالب الخشبية، أو الطباعة القالبية. وكان للفينيقين بعد اختراع الورق، السبق مرة أخرى في اختراع الطباعة القالبية؛ وذلك بنقش الكتابة على لوح من الخشب، ثم تفريغ ما حول الكتابة، فتبقى الحروف بارزة، يوضع عليها الحبر، لكي يطبع منها العدد المطلوب، من النسخ. وكانت هذه هي الطريقة الشائعة في الصين كذلك، في القرنين الخامس والسادس الميلادي، ثم تطورت بعد أن اخترع بي شينج أول حرف من الفخار، في عهد شينج لي، في أواخر النصف الأول من القرن الحادي عشر. وفي الوقت نفسه، كانت الطبقات الأرستقراطية، في أوروبا، تنفر من هذا النوع، من الطباعة، فتمسكت بالكتب النادرة المنسوخة.
توصل الغرب، في القرن الخامس عشر الميلادي، إلى ما اهتدى إليه «بي شينج»، من صنع حروف متفرقة. وتطورت الفكرة الجديدة إلى أن ظهر أول مخترع للحروف المعدنية المنفصلة، في ألمانيا في منتصف القرن الخامس عشر الميلادي، هو يوحنا جوتنبرج، الذي ولد في مدينة مينز الألمانية، عام 1400 ميلادي. لاحظ جوتنبرج أن القراءة والتعلم مقتصرين على الأغنياء، من دون الفقراء، بسبب نظام النساخ، الذي ينسخ الكتابات، يلقى أجرا كبيرا لا يتحمله إلا الميسرون، ومن ثم فكر جوتنبرج في تكرار النسخ، على نطاق واسع، من خلال اختراع حروف الطباعة المتفرقة والمسبوكة من المعدن، مما أحدث انقلابا فكريا لم يشهده العالم، من قبل؛ إذ بفضل هذا الاختراع، أمكن حفظ تراث الأجيال السابقة، وتمكين الأجيال اللاحقة من الانطلاق، في المعرفة، والعلم، وتطويع الطباعة، لخدمة الإنسان، في جميع أنشطته اليومية.
هناك رواية أخرى تقول إن المخترع الحقيقي رجل هولندي، يدعى لوران كوستر، نجح في صنع حروف، من قشور الأشجار، وطبع بها بعض الأشعار، ثم ابتكر حروفا منفصلة، من الرصاص والقصدير، عام 1423. وكان فاوست يعمل عنده، فسرق أدوات الطبع، وهرب بها، إلى امستردام، ثم إلى مينز بألمانيا وهناك تعرف على جوتنبرج، واشتركا معا في نشر هذا الفن.
ومن ثم، يكون يوحنا جوتنبرج هو مخترع الطباعة الحقيقي، في رأي أغلب الكتاب، وإن كانوا يسلمون كذلك، بأنه سبقه عدة محاولات، منها محاولة لوران كوستر الهولندي.
وقد ثبت أن أول كتاب، طبع بحروف منفصلة، هو الإنجيل، الذي طبع باللغة اللاتينية فيما بين 1452 و1455 ميلادية، بمدينة مينز، ويحمل اسم جوتنبرج. ويذكر المؤرخون أنه، بعد نجاح تلك التجربة، انهالت عليه طلبات الطبع، ثم انتشر استخدام الحروف المنفصلة، في مدن ألمانيا حتى بلغ ما طبع بها، خلال أقل من خمسين عاما، نحو أربعين ألف مطبوع، يبلغ عدد نسخها ما يقرب من عشرين مليونا.
بعد نجاح فكرة الطباعة الحديثة، في ألمانيا انتقلت إلى دول أوروبا، في الفترة من عام 1456 إلى 1487 ميلادية، وكانت إيطاليا أولى الدول بعد ألمانيا في هذا المجال، ثم تلتها باقي الدول ثم انتقلت الطباعة إلى تركيا عام 1503، ثم عرفتها روسيا عام 1553، أما الولايات المتحدة فقد عرفتها عام 1836.
أمكن، بعد ذلك، طباعة عدد كبير من النسخ، من الخبر الواحد، مما يسر وصول الخبر إلى أكبر، عدد، من القراء، إضافة إلى ما توفره الطباعة، من وقت وجهد.
على الرغم من اختراع الطباعة، ظلت الرسائل الإخبارية، المنسوخة باليد، باقية حتى مطلع القرن الثامن عشر، أي بعد اختراع الطباعة، بثلاثة قرون. وكانت هذه الرسائل تسد فراغا كبيرا، لا يمكن أن تسده الصحافة المطبوعة، في ذلك الحين؛ لأن القيود الحكومية، والرقابة الصحفية، وقوانين النشر المختلفة، كانت تنصب على المطبوعات فقط؛ مما جعل لهذه الرسائل الإخبارية المنسوخة أهمية كبرى، وخاصة عندما تكون الحكومة شديدة في رقابتها، أو عندما تصادر المطبوعات، أو تعطلها.
كما تقدمت منشورات المناسبات الخبرية المخطوطة، خلال القرنين السابع عشر والثامن عشر، وأدى المخبرون، إلى جانب الصحفيين، دورا كبيرا في تأمين الأخبار، وشكلوا، حتى عام 1789، شبكات إخبارية تكمل شبكات الصحافة الخبرية المطبوعة، وغدت الجرائد المخطوطة، والصور، والتقويمات، حتى منتصف القرن التاسع عشر، أدبا شعبيا تتناقله الطبقات الشعبية وكان له تأثير يفوق الخبر المطبوع. ولكن، في نهاية القرن التاسع عشر، انتشرت المطابع، وانخفض ثمن الصحف الشعبية، وارتفع توزيع المطبوع منها، إلى اختفاء الخبر المخطوط نهائيا.
ساعد، على انتشار النشرات الخبرية المطبوعة، تزايد اهتمام الناس بأخبار المستعمرات، عقب الكشوف الجغرافية، ثم وقوع الحروب التركية والإيطالية، التي اشتركت فيها غالبية دول أوروبا، وظهور حركة مارتن لوثر الدينية، وازدهار عصر النهضة، ثم ما كان من سيطرة الطبقة البورجوازية، على الحياة الأوروبية، وتزايد الحريات.
بدأ ظهور الخبر المطبوع، عندما أصدرت بعض دور النشر نشرات مطبوعة، بأرقام مسلسلة، ولكن بشكل غير دوري، ثم ظهرت، بعد ذلك، نشرات إخبارية مطبوعة في شكل أحداث سنوية منتظمة الصدور، متضمنة بعض المعلومات الفلكية. واستمر ذلك، حتى عام 1470، ثم ظهرت نشرات تصدر، كل ستة أشهر، في فرانكفورت عام 1588، أصبحت شهرية، ثم صدرت أسبوعية بصورة منتظمة.
كانت هذه النشرات الأسبوعية تصدر، بمقتضى امتياز تمنحه الدولة، أو المدينة، مقابل فرض الرقابة عليها. وكانت تنشر، من دون تعليق على الأخبار الخارجية، وخاصة السياسية والعسكرية منها، وكان محظورا عليها نشر الأخبار الداخلية. وتعد فرنسا أول دولة أصدرت صحيفة رسمية، فعندما تولى ريشليو مقاليد السلطة، أدرك فائدة الصحافة، وأثرها على الرأي العام، ووجد في تيوفراست رينودو الرجل، الذي يمكن الركون إليه، في مثل هذا المجال، وفي عام 1631 أصدر رينودو الجازيت، التي عرفت باسم جازيت دي فرانس، وكانت لا تنشر المقالات، بل أخبارا، من كل لون، الداخلية منها والخارجية، بأسلوب مقتضب، أسوة بالأخبار الموجزة، التي تنشرها بعض الصحف اليومية، في الوقت الحاضر، وحذت معظم دول أوروبا حذو فرنسا فأنشأت صحفا رسمية.
وفيما عدا هولندا، وإنجلترا لم تظهر صحافة حرة، في أوروبا، إلا بعد انقضاء قرنين من الزمن؛ ففي إنجلترا ظهرت الصحف، لأول مرة، بين 1641 و1643، ولكنها كانت قصيرة المدى. ولما جاء البرلمان وضع لها نظاما، إلا أن كرومويل، وأسرة ستيوارت، أعادا مرة أخرى، الامتياز والرقابة، فأصبحت الأقاليم المتحدة (هولندا)، هي الملجأ الوحيد للصحافة الحرة، مدة خمسين عاما.
وفيما عدا الجازيتات الهولندية، فقد ظلت جميع الصحف خاضعة للرقابة، ولإرادة الملوك والأمراء. أما صحافة الإنجليز، فتمتعت بالحرية، وزالت عنها الرقابة، منذ عام 1695؛ فأصبح للصحافة طابع خاص، وأخذ تأثيرها يتزايد مع الأيام.
ظهرت أول صحيفة إنجليزية يومية، عام 1702، وأطلق عليها صاحبها اسم الدايلي كورانت. أما في فرنسا فقد ظهرت الصحيفة اليومية الأولى، عام 1777، باسم جورنال دي باريس.
أما في الولايات المتحدة الأمريكية فقد ظهرت أول صحيفة عام 1690 في بوسطن وهي صحيفة ذي بابليك أوكورنس The Public Ocurrence. وفي عام 1704 ظهرت صحيفة ذي بوسطن نيوزليتر News Letter. وفي عام 1728 ظهرت صحيفة بنسلفانيا جازيت، التي أصدرها بنيامين فرانكلين، في فيلادلفيا. وفي البداية، كانت الصحف الأمريكية تنقل أكثر مادتها وأخبارها من الصحف الإنجليزية، لكنها بدأت تقلل من ذلك، بعد حرب الاستقلال الأمريكية. وقد لعبت الصحافة الأمريكية دورا كبيرا، في الدعوة إلى حرب الاستقلال الأمريكية عن إنجلترا عام 1776. وقد تمتعت الصحافة الأمريكية، منذ بدايتها، بحرية نسبية دعمها التعديل الدستوري، عام 1791.
وساعد إنشاء الخدمات البريدية على رواج الرسائل الإخبارية المنسوخة، ثم الصحف المطبوعة فيما بعد. وكان الغرض، من إنشاء الخدمة البريدية، هو جمع الخطابات والصور، في مكان معين، ونقلها، بسرعة وانتظام، إلى المرسل إليه، لقاء أجر معلوم. وكان انتظام الخدمات البريدية سببا مبكرا، في تطور الصحافة الإخبارية، وسعة انتشارها. وكانت مواعيد صدور الصحف تتفق مع مواعيد توزيع البريد. ويلاحظ أن سبب انتشار الصحف الصادرة، ثلاث مرات أسبوعيا، هو أن الخدمات البريدية كانت توزع، ثلاث مرات أسبوعيا، ولم يكن من الميسور إصدار الصحافة اليومية، لولا تقدم الخدمات البريدية. ومن الطريف أن معظم الصحف كانت تحمل اسم البريد، مثل Flying Post البريد الطائر، وWeekly Messenger البريد الأسبوعي، والـ Evening Post البريد المسائي، وNight Post البريد الليلي، وغيرها.
على الرغم من أن نشأة الخدمات البريدية كان نعمة، على الصحافة الإخبارية، إلا أنه يعيب ذلك أن المسؤولين في البريد كانوا يحتكرون الأخبار الخارجية، ويتصرفون فيها كما يشاءون. وكان أصحاب الصحف يدفعون، لمديري البريد، اشتراكات سنوية، نظير الحصول على ترجمة ملخصة للصحف الواردة، من الخارج، كما كان بعض مسؤولي البريد يرتشون، مقابل تفضيل بعض الصحف على غيرها، وإعطائها الأولوية، في تسليم الأخبار، مما جعل جون والتر، رئيس تحرير جريدة التايمز اللندنية، على سبيل المثال، يعين مراسلين لصحيفته، في الخارج، لكي يحبط مؤامرات رجال البريد، غير أن رجال البريد، كانوا يستولون على الرسائل الواردة، من مراسلي التايمز، ويطلعون على ما فيها، وكثيرا ما كانوا يعمدون إلى تأخير وصولها للجريدة.
وعندما كشفت صحيفة التايمز ألاعيب رجال البريد، ونشرتها، عام 1807، رفع الأمر إلى القضاء، وحكم على الصحيفة بغرامة قدرها مائتا جنيه تعويضا واعتذارا للبريد! ولما أعادت التايمز هجومها، مرة أخرى، بعد ثلاثة أسابيع، وعرض الأمر على النائب العام، أمر بحفظ التحقيق، وعدم تقديم الصحيفة للمحاكمة.
وفي الولايات المتحدة الأمريكية كان إصدار الصحف مرتبطا بمدير البريد؛ فقد أصدر جون كامبل، مدير البريد في بوسطن صحيفة بوسطن نيوز ليتر، كما أصدر خلفه، وليم بروكر، صحيفة باسم بوسطن جازيت. وتعاقب على إصدار تلك الصحيفة خمسة، من مديري البريد، على التوالي، ابتداء من بروكر.

### صحافة القرن الثامن عشر
كانت إنجلترا سباقة، في هذا القرن، في نهضة الصحافة، إذ ظهرت فيها أول صحيفة يومية منتظمة، عام 1702، هي جريدة دايلي كورانت. كما كانت الصحافة الأمريكية سباقة إلى الاستعانة بما يدفعه التجار، من مال، ثمنا للإعلانات.
وفي عام 1746 أسس فيلدنج جريدة كوفنت جاردن جورنال، وخصص فيها بابا جديدا لنشر وقائع جلسات المحاكم التأديبية. وما زالت صحف لندن، إلى اليوم، تنشر تفاصيل القضايا اليومية، في المحاكم، بصورة تزيد على ما تنشره الجرائد الفرنسية أو غيرها. ثم ظهرت، بعد ذلك، بخمسة عشر عاما، أولى المقالات، التي تناولت شؤون المسرح. وكانت تضم إعلانات بسيطة، عن المسرحيات، مع تحليل لها. أما وقائع جلسات مجلس النواب فبدأ نشرها بشكل منفصل، عام 1728 ـ 1729، في صحيفة بابليك أدفيرتيزر Public advertiser، ولم يظهر النقد بمعناه الصحيح، إلا في عام 1780.
وفي عام 1785، أسس جون والتر الثاني جريدة «التايمز» الشهيرة، التي لا تزال تصدر، في لندن، إلى اليوم. ولكن دأبت الحكومة على مناوأتها، مما اضطر صاحبها إلى استخدام سفنه الخاصة، في نقل البريد، وتوزيع الصحيفة، ونقل مراسليه، وبذلك يكون أول من استخدم البخار في خدمة النشر.
هوة سحيقة في حرية الصحافة
وفي الوقت، الذي تمتعت فيه، الصحافة الإنجليزية، خلال القرن الثامن عشر، بحرية، أقرها البرلمان، ووافق عليها رؤساء الأحزاب. كانت الهوة سحيقة، بين الصحافة الإنجليزية، التي تخلصت من الرقابة، منذ عام 1695، وبين صحافة القارة الأوروبية؛ فبينما وصلت الأولى، بعد نضال مرير، إلى تدعيم استقلالها ودعم حريتها، بقيت الثانية، باستثناء النشرات الإخبارية المطبوعة (الغازينات) خاضعة لأهواء الرقابة، ولنزوات الحكام. كانت الصحافة الفرنسية، مثلا، تعاني من الحجر السياسي، الذي فرضته عليها الحكومة الملكية، كما تعاني من الحجر التجاري، الذي فرضه عليها الاحتكار: احتكار صحيفة جازيت دي فرانس للأخبار السياسية، واحتكار ميركور دو فرانس للأنباء الأوروبية والاجتماعية، واحتكار جورنال دي سافان للأخبار العلمية.
وبدأ الشعب الفرنسي عامة، والباريسي خاصة، يتخلص من الوصاية التي فرضت عليه، أيام حكم لويس الرابع عشر، على الرغم من بقاء النظم والقوانين سارية، إلا أن التقاليد والعادات أخذت في التطور، وتطلع الفرنسيون إلى معلومات أكثر نضوجا، ونقدا أكثر جرأة، لذلك لم تعد الصحف الفرنسية تكفي لإرضائهم.
وبدأ الأمر بإدخال بعض التعديلات على الاحتكار؛ فسمحت السلطات بتصريحات ضمنية، أو صريحة بتأسيس صحف جديدة، بعد أن تدفع هذه الصحف مبلغا من المال إلى الدورية صاحبة الامتياز، نظير تنازلها عن بعض احتكارها. وحظيت صحف أخرى بحق الطبع خارج فرنسا ثم الدخول إليها، نظير دفع مبلغ من المال إلى خزانة وزارة الخارجية. وتحايل ناشرون، أكثر ذكاء، على القانون والاحتكار، بأن انتهزوا فرصة تساهل الحكومة معهم، وعمدوا إلى تحرير، صحفهم في باريس، على أن ينسبوا نشرها إلى مكان ما، في الخارج.
ولكن إذا كان الاحتكار قد تحطم، بهذه الطريقة، فإن الرقابة ظلت على ما هي عليه، من الصرامة والقسوة، على أنه كلما توالت الأيام والسنون، في القرن الثامن عشر، كان الكتاب يزدادون جرأة، وكانت الحكومة تزداد تهاونا وضعفا. وإذا كانت الصحافة الفرنسية لم تستطع أن تلعب الدور الأول في التغيير، بعد أن تهيأت لها الظروف لذلك، بسبب أنفة الفلاسفة والمفكرين من العمل فيها، إلا أنها لعبت دورا كبيرا في القضاء على عيوب العهد القديم في فرنسا خلال القرن الثامن عشر.
يرى المؤرخون أن الولايات المتحدة هي الدولة الوحيدة، التي لم تضطهد الصحافة في ذلك العصر، وهي، وإن كانت أكثر الدول حداثة، إلا أنه توجد فيها أقدم الصحف. وكان أول من أدخل المطبعة، إلى أمريكا، هو توماس جرين. وشهدت بوسطن عام 1704، صحيفة بوسطون نيوزليتر، الأسبوعية، التي أسسها جون كامبل، في ورقة واحدة، من الحجم المتوسط؛ وكان ذلك بداية لطور جديد، في صحافة المستعمرات، فبعد أن كانت الصحافة هواية، بدأت تدخل في طور الاحتراف، وبعد أن كانت معظم الصحف المنتظمة الصدور شهرية، شهدت بوسطن أول صحيفة أسبوعية منتظمة، تنشر في أمريكا كلها.
ولقد لعبت صحافة بوسطن الدور الأول، في تاريخ الصحافة، في الولايات المتحدة، وازدهر النشاط الصحفي فيها، حتى قيام الثورة الأمريكية. إلى جانب ذلك، ظهرت الصحافة في المستعمرات الوسطى والجنوبية، وأسهمت الصحافة الأمريكية، في دعم الثورة، حتى تحقق الاستقلال، وتمت الوحدة، ورفع العلم الأمريكي، في واشنطن عام 1776.

### صحافة القرن التاسع عشر
مع القرن التاسع عشر، تطورت الخدمات الصحفية، وظهر العديد، من المستحدثات التكنولوجية، في مجال الإنتاج، والمعالجة وإرسال المعلومات.
ووصل تطور الخدمات الصحفية، في النصف الأول، من القرن التاسع عشر، إلى درجة التفوق على الخدمات الحكومية؛ فوكالة رويترز البريطانية، مثلا، كانت تحصل على المعلومات والأخبار قبل أن تحصل عليها الحكومة. وجريدة جورنال اوف كومورس Journal of Commerce الأمريكية كانت تسبق الحكومة الأمريكية، في معرفة الأنباء، وتنقلها، بين بوسطن ونيويورك عبر مساحة تبلغ 227 ميلا. ولكنها كانت تحتاج إلى عشرين ساعة، من المواصلات، في ذلك الوقت.
ومن ناحية أخرى، تفتقت أذهان الصحفيين عن حيل عديدة، للتغلب على عقبات المسافات البعيدة. ففي عام 1837، نظم الصحفي الأمريكي د.اش.كرايج أسرابا من الحمام، يزيد عددها على الخمسمائة، لنقل الرسائل، بين مدن فيلادلفيا، وواشنطن ونيويورك وبوسطن ومن الطريف أنه أعد مهبطا لها، فوق سطح مبنى صحيفة نيويورك صن. ويذكرنا ذلك بالصحف الحديثة، في أوروبا وأمريكا، التي يقام، على أسطح مبانيها، مهابط للطائرات العمودية، التي يستخدمها مندوبو المستقبل في أعمالهم الصحفية. وقد كانت وكالات الأنباء، في أول إنشائها، تستخدم الحمام الزاجل، لنقل أخبارها.
ثم جاء اختراع التلغراف، عام 1837، على يد، ف. بي. مورس؛ فكان بمثابة ثورة، في عالم الاتصال، غيرت وجه الفن الصحفي، وجعلت تطور وكالات الأنباء حقيقة مؤكدة. وما لبث كبار الصحفيين أن أدركوا خطورة التلغراف، وأثره على نقل الأخبار. فيقول جيمس جوردون بنيت، في مقال له، عام 1844، بصحيفة نيويورك هيرالد: «إن نقل الأخبار بالتلغراف سوف يوقظ الجماهير كلها، ويجعلها أكثر اهتماما بالمسائل العامة، وسوف يصبح، للمفكرين، والفلاسفة، والمثقفين جماهير أكثر عددا، وأشد إثارة، وأعمق فكرا، من أي وقت مضى».
ولم يكد يبدأ استخدام التلغراف، في إنجلترا عام 1845، حتى بدأت الأسلاك تمتد بين سائر المدن. وفي عام 1851 ارتبطت فرنسا بإنجلترا تلغرافيا، عن طريق خط من الأسلاك الممتدة، تحت سطح البحر، بين كيب جرينية ودوفر. وما أن أتى عام 1852، حتى بلغ طول الخطوط التليفونية، في الولايات المتحدة الأمريكية 16735 ميلا. زادت إلى 50 ألف ميل، عام 1860، ووصل إلى 110727 ميلا، عام 1880. وفي عام 1858، ارتبطت أوروبا بأمريكا، عن طريق خط من الأسلاك الممتدة، تحت مياه المحيط الأطلسي، غير أنه انقطع عن العمل بعد الرسالة الرقم 269.
ومن الطريف أن أول برقية أذيعت، على هذا الخط كانت رسالة تهنئة، موجهة من الملكة فيكتوريا، إلى الرئيس الأمريكي بوكنان، الذي لم يصدق الأمر، وظن أن المسألة خدعة، ولكنه رد على الملكة عندما أكد له المسؤولون إن الاختراع حقيقة واقعة. وأعيد مد هذا الخط العابر للمحيط الأطلسي، في 28 يوليه 1866، واستخدمته الصحافة، على نطاق واسع. وفي العقد السابع، من القرن الماضي، جرى الاتصال، برا وبحرا، بين بريطانيا والهند واليابان كما امتدت الخطوط، بين أمريكا وجزر الهند الغربية، من جهة، وبينها وبين أمريكا الجنوبية، من جهة أخرى، ولما كانت تكاليف إنشاء هذه الخطوط باهظة للغاية؛ فقد استلزم الأمر تضافر الجهود لإنشاء الاتحادات والوكالات، التي تستطيع أن تغطي تلك المصروفات.
وفي عام 1875، اخترع ألكسندر غراهام بيل التليفون؛ فكان بمثابة دفعة قوية، وقفزة رائعة للفن الصحفي، بوجه عام، ولنقل الأخبار، عن طريق الوكالات، بوجه خاص. ومنذ عام 1927، أصبح التليفون عاملا مهما ورئيسيا، لنقل الأخبار، عبر المسافات الطويلة، عن طريق دوائر تربط القارات سلكيا ولاسلكيا. وأصبحت المدن البعيدة تتصل، ببعضها البعض، في دقائق معدودات، بعد أن كان يستغرق شهورا وسنوات. وخاصة بعد أن امتدت خطوط المواصلات عبر المحيط الهادي.
يعد اختراع الراديو أخطر ثورة، في تاريخ الاتصال، بين القارات، انعكس ذلك، بشكل واضح، على الوكالات. ويرجع اختراع الراديو إلى ماركوني، الذي تمكن، في عام 1896، من استخدام هذه الوسيلة اللاسلكية للاتصال، لأول مرة، في التاريخ، وتلاه آخرون، في تطوير استخدامه، مثل فيسبندن، الذي أرسل، عام 1906، رسائل لاسلكية مختصرة، إلى السفن، في البحار، مصحوبة ببعض القطع الموسيقية مع التهنئة بحلول عيد الميلاد.
واستخدم التليفون اللاسلكي، في أول الأمر، بطريقة بدائية جدا، إلا أنه أخذ، في التطور، حتى أصبح حقيقة واقعة، عمليا، مع بداية عام 1900، عندما صنع جهاز إرسال تليفوني لاسلكي، وبنيت أول محطة إذاعة، قرب نيويورك ليلة عيد الميلاد، عام 1906، استمع إليها عدد كبير خلال أجهزة استقبال. ولقد كان لهذه المحاولة أهميتها، على الرغم من أن الموسيقى كانت غير واضحة، عند استقبالها، لدرجة يستحيل معها تمييز الآلات الموسيقية المستخدمة، عن بعضها، أو الآلات الموسيقية، عن صوت المغني، في الأغنية المذاعة.
كان اختراع صمام الراديو هو الخطوة التالية المهمة، في تطوير أجهزة الإرسال اللاسلكية، وتلي ذلك قيام دي فورست باستخدام برج إيفل، في مارس 1908، للإرسال الإذاعي.
وقد جذبت محاولاته التالية أنظار الجماهير، حتى عام 1917، عندما اشتركت الولايات المتحدة الأمريكية في الحرب العالمية الأولى، وشارك دي فورست، وآخرون، في تطوير الإذاعة الصوتية وتحسينها، منهم أمير موناكو، الذي كان يبث إذاعته، من يخته، عام 1913، إلا أن هذه الإذاعات كانت ضعيفة الالتقاط في بداية الأمر.
وكان نشوب الحرب العالمية الأولى سببا في تعطيل تقدم الإذاعة، إلى حد كبير؛ فقد سيطرت الحكومات على جميع المحطات اللاسلكية، كما منعت محطات الهواء، واقتصر البث على الأخبار العسكرية.

## تاريخ الصحافة
مقال تفصيلي: تاريخ الصحافة
أول الصحف التي صدرت في أوروبا هي «السجل اليومي للأخبار» وقد أصدرها الإمبراطور الروماني يوليوس قيصر عقب توليه السلطة في كانون الثاني \ يناير من عام 58 ق م وكثيرا ما سماها بعض الكتاب اللاتينيين «سجل أخبار الشعب» لأنها كانت في خدمة الشعب، حيث كانت تنشر في أول عهدها الكثير من أخبار جلسات مجلس الشيوخ. لكنها ما تلبث أن أخذت تتناول أخبارا متنوعة وأصبحت تشبع رغبات الجمهور في مختلف الميادين كالأخبار القضائية وأخبار الحروب ومتنوعات اجتماعية كثيرة. وكان مراسلو الصحيفة في الخارج يوافونها بأخبارهم في رسائلهم الإخبارية وكانت تنشر بإخراج رديء.

### أوليات في الصحافة الغربية

#### أول صحيفة في ألمانيا
أول صحيفة أو نشرة أخبارية ظهرت في أوروبا سنة 1470 في مدينة كولن الألمانية.

#### أول صحيفة في فرنسا
جريدة «لاغازيت» لصاحبها تيوفراست رينودو كانت أول صحيفة تصدر في فرنسا، وذلك في 30 أيار \ مايو 1630 وقد جعلها في خدمة بلاط الملك لويس الرابع عشر.

#### أول صحيفة في بريطانيا
الديلي كورانت هي أولى الصحف اليومية التي ظهرت في إنجلترا عام 1702.

#### أول صحيفة في أمريكا
أول من ادخل المطبعة إلى أمريكا هو توماس غرين.و قد نشأت فيها أول صحيفة في عام 1703 وهي صحيفة «بوسطن نيوزليتر».

#### أول من اهتم بجمع الجرائد
أول من اعتنى بجمع الجرائد في العالم هو البلجيكي أندرواس وروزي وهو أول من كتب عن الصحافة وقد ألف كتاب في 300 صفحة عن تاريخ صحافة بلجيكا في عام 1605
وحتى 1844 م.
أما أول تأسيس للمولعين بجمع الصحف فكان في بروكسل في عام 1893 وفي نفس العام أيضا أقيم أول معرض للجرائد في المدينة نفسها.

### الصحافة العربية

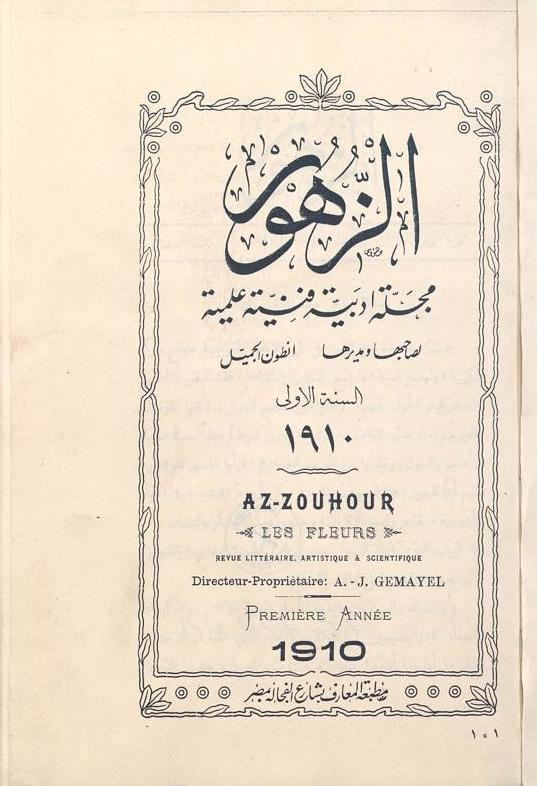
غلاف مجلة الزهور الأدبيّة والعلميّة والفنيّة التي أصدرها أنطوان الجميّل بالاشتراك مع أمين تقيّ الدين في مصر عام 1910.

بدأت الصحافة العربية منذ العقد الثاني من القرن التاسع عشر، حينما اصدر الوالي داوود باشا أول جريدة عربية في بغداد اسمها جورنال عراق، باللغتين العربية والتركية، وذلك عام 1816، بعدها ومع حملة نابليون بونابرت على مصر عام 1798, حيث أصدرت في القاهرة صحيفتين باللغة الفرنسية.
في عام 1828 أصدر محمد علي باشا صحيفة رسمية باسم جريدة الوقائع المصرية، وفي عام 1867 صدرت في دمشق جريدة سوريا، وعام 1865 صدرت في حلب ب سورية جريدة فرات وبعدها صدرت في حلب كذلك الشهباء، وجريدة الفي عام 1885 أصدر رزق الله حسون في إسطنبول جريدة عربية أهلية باسم مرآة الأحوال العربية. وفي بداية القرن العشرين كثر عدد الصحف العربية وخصوصا في سورية ومصر، فصدرت المؤيد واللواء والسياسة والبلاغ والجهاد والمقتبس وغيرها. ومن الصحف القديمة والتي لا زالت تصدر في مصر جريدة الأهرام والتي صدرت لأول مرة في عام 1875.
- الجزائر صدرت جريدة المبشر عام 1847 وكانت جريدة رسمية فرنسية، ثم صدرت جريدة كوكب أفريقيا عام 1907 وكانت أول جريدة عربية يصدرها جزائري.
- لبنان صدرت جريدة حديقة الأخبار عام 1858. تم تبعها العديد من الصحف منها نفير سوريا والبشير، وحاليا تصدر جريدة النهار والأنوار والعديد من الصحف والمجلات الأخرى.
- تونس صدرت جريدة باسم الرائد التونسي عام 1860.
- سوريا بدمشق صدرت جريدة سوريا عام 1865, ثم تبعها العديد من الصحف منها غدير الفرات والشهباء والاعتدال في حلب وصدرت صحف كثيرة متخصصة في دمشق وحلب وحمص وحماة واللاذقية وصلت إلى أكثر من 300 جريدة ودورية.
- ليبيا صدرت أول جريدة طرابلس الغرب عام 1866.
- العراق جورنال عراق 1816، ثم صدرت صحيفة الزوراء عام 1869 تبعها عدة صحف منها جريدة الموصل والبصرة وبغداد والرقيب.
- (كوردستان) صدرت أول صحيفة كوردية باسم (كوردستان في 22/4/1898، والآن يصدر في كوردستان العراق مئات الصحف والمجلات كا (التآخي، خة بات (النضال)، كوردستانى نوى (كوردستان الجديدة، هاولاتي (المواطن)، رة سة ن (الاصالة) وغيرها
- المغرب صدرت جريدة المغرب عام 1889.
- فلسطين صدرت جريدة النفير عام 1908.
- الأردن صدرت أول جريدة في معان باسم الحق يعلو عام 1920.
- المملكة العربية السعودية صدرت أول جريدة رسمية باسم جريدة القبلة ثم غير اسمها إلى جريدة صحيفة أم القرى عام 1924.
- اليمن صدرت جريدة الأيمان عام 1926.
- الكويت صدرت جريدة الكويت عام 1928.
- البحرين صدرت جريدة البحرين عام 1936.
- قطر صدرت أول جريدة - جريدة العرب عام 1972 م
- السودان: صدرت (الغازيته) في العام 1898 م باللغة الإنجليزية كنشرة قانونية تهتم بالقوانين التي اصدرتها الإدارة البريطانية وما زالت تواصل الصدور حتى الآن. وتعتبر البداية الحقيقية للصحافة السودانية بصدور صحيفة السودان عام 1903 م التي اصدرها اصحاب صحيفة المقطم بمصر وظلت تصدر مرتين في الاسبوع حتى العام 1941 م.

## حرية الصحافة
حرية الصحافة (أو الصحافة الحرة) هي الضمانة التي تقدمها الحكومة لحرية التعبير وغالبا ما تكون تلك الحرية مكفولة من قبل دستور البلاد للمواطنين. وتمتد لتشمل مؤسسات بث الأخبار وتقاريرها المطبوعة. وتمتد تلك الحرية لتشمل جمع الأخبار والعمليات المتعلقة بالحصول على المعلومات الخبرية بقصد النشر. وفيما يتعلق بالمعلومات عن الحكومة فلا تتدخل الحكومة في حرية الصحافة إلا ما يتعلق بشؤون الأمن القومي.

### مبادئ أساسية ومعايير
حرية الصحافة بالنسبة للعديد من البلدان تعني ضمنا بأن من حق جميع الأفراد التعبير عن أنفسهم كتابة أو بأي شكل آخر من أشكال التعبير عن الرأي الشخصي أو الإبداع. وينص الإعلان العالمي لحقوق الإنسان على أن: «لكل فرد الحق في حرية الرأي والتعبير، ويتضمن هذا الحق حرية تبني الآراء من دون أي تدخل والبحث عن وتسلم معلومات أو أفكار مهمة عن طريق أي وسيلة إعلامية بغض النظر عن أية حدود».
وعادة ما تكون هذه الفلسفة مقترنة بتشريع يضمن حرية النشر والطباعة إلا حدود تمس الأمن القومي، فالصحافة إعلام وتنوير وليس تضليل وإشاعلا. أما عمق تجسيد هذه القوانين في النظام القضائي من بلد لآخر فهي تصل إلى حد تضمينها في الدستور. غالبا ما تغطى نفس القوانين مفهومي حرية الكلام وحرية الصحافة مايعني بالتالي معالجتها للأفراد ولوسائل الإعلام على نحو متساو.
والى جانب هذه المعايير القانونية تستخدم بعض المنظمات غير الحكومية معايير أكثر للحكم على مدى حرية الصحافة في مناطق العالم. فمنظمة صحفيون بلا حدود تأخذ بعين الاعتبار عدد الصحفيين القتلى أو المبعدين أو المهددين ووجود احتكار الدولة للتلفزيون والراديو إلى جانب وجود الرقابة والرقابة الذاتية في وسائل الإعلام والاستقلال العام لوسائل الإعلام وكذلك الصعوبات التي قد يواجهها المراسل الاجنبي. أما منظمة بيت الحرية Freedom House فتدرس البيئة السياسية والاقتصادية الأكثر عمومية لكل بلد لغرض تحديد وجود علاقات إتكالية تحد عند التطبيق من مستوى حرية الصحافة الموجودة نظريا من عدمه. لذا فإن مفهوم استقلال الصحافة يرتبط ارتباطا وثيقا بمفهوم حرية الصحافة.
ميثاق الصحفيين يماثل ميثاق الأطباء، يلتزم بالأمانة والخلق الحسن واحترام الذات واحترام المهنة. في بعض البلاد تنظف نقابة الصحفيين نفسها بنفسها وتحذير المخالف بل وإيقافه.

### الصحافة سلطةً رابعة
يستخدم مفهوم الصحافة كسلطة رابعة لمقارنة الصحافة (وسائل الإعلام عموماً) بفروع مونتيسيكيو الثلاثة للحكومة وهي: التشريعية والتنفيذية والقضائية. وقد قال إدموند بروك بهذا الصدد: «ثلاث سلطات تجتمع هنا تحت سقف في البرلمان، ولكن هناك في قاعة المراسلين تجلس السلطة الرابعة وهي أهم منكم جميعا».
إن تطور الإعلام الغربي كان موازيا لتطور الليبرالية في أوروبا والولايات المتحدة. وقد كتب فرد. س. سايبرت في مقالة بعنوان النظرية الليبرالية لحرية الصحافة: «لفهم المباديء التي تحكم الصحافة في ظل الحكومات الديمقراطية، ينبغي للمرء أن يفهم فلسفة الليبرالية الأساسية والتي تطورت طوال الفترة بين القرن السابع عشر والقرن التاسع عشر».
لم تكن حرية التعبير حقا تمنحه الدولة بل حقا يتمتع به الفرد وفق القانون الطبيعي. لذا كانت حرية الصحافة جزء لا يتجزء من الحقوق الفردية للإنسان التي تدعمها الآيديولوجيا الليبرالية.
إن الفكرة الليبرالية للحرية تتمثل في الحرية السلبية أو بمعنى آخر على أنها الخلاص من الاضطهاد، حرية الفرد في التطور من دون معوقات. وتعتبر هذه الفكرة مضادة لبعض الفلسفات مثل الفلسفة الاشتراكية للصحافة.

## مكانة حرية الصحافة في أنحاء العالم
تقوم منظمة مراسلون بلا حدود كل عام بنشر تقريرها الذي تصنف فيه بلدان العالم وفق شروط حرية الصحافة. ويستند التقرير على نتائج الاستبيانات المرسلة إلى الصحفيين الإعضاء في منظمات مماثلة لـ "مراسلون بلا حدود" بالإضافة إلى بحوث الباحثين المختصين والقانونيين والنشطاء في مجال حقوق الإنسان. يتضمن الاستبيان أسئلة حول الهجمات المباشرة على الصحفيين ووسائل الإعلام بالإضافة إلى مصادر الضغط الأخرى على حرية الصحافة مثل الضغط على الصحفيين من قبل جماعات غير حكومية. وتولي مراسلون بلا حدود" عناية فائقة بأن يتضمن تقرير التصنيف أو "دليل حرية الصحافة" الحرية الصحفية وأن يبتعد عن تقييم عمل الصحافة
في عام 2003 كانت الدول التي تتمتع بصحافة حرة تماما هي فنلندا، آيسلندا، هولندا، النرويج. وفي عام 2004 احتلت إلى جانب الدول المذكورة دول الدنمارك وأيرلندا وسلوفاكيا وسويسرا أعلى قائمة الدول ذات الصحافة الحرة وتلتها نيوزلندا ولاتفيا. أما الدول الأقل في مستوى حرية الصحافة 2006 فقد تقدمتها كوريا الشمالية لتليها كوبا وبورما وتركمانستان وأريتيريا والصين وفيتنام والنيبال والسعودية وإيران.

### الدول غير الديمقراطية
وفقا لتقارير «مراسلون بلا حدود» فإن ثلث سكان العالم يعيشون في بلدان تنعدم فيها حرية الصحافة. والغالبية تعيش في دول ليس فيها نظام ديمقراطي أو حيث توجد عيوب خطيرة في العملية الديمقراطية.
تعتبر حرية الصحافة مفهوما شديد الإشكالية لغالبية أنظمة الحكم غير الديمقراطية، سيما وان التحكم بالوصول إلى المعلومات في العصر الحديث يعتبر أمرا حيويا لبقاء معظم الحكومات غير الديمقراطية ويصاحبها من أنظمة تحكم وجهاز أمني. ولتحقيق هذا الهدف تستخدم معظم المجتمعات غير الديمقراطية وكالات إخبارية تابعة للحكومة لتوفير الدعاية اللازمة للحفاظ على قاعدة دعم سياسي وقمع (وغالبا ما يكون بوحشية شديدة عن طريق استخدام أجهزة الشرطة والجيش ووكالات الاستخبارات) أية محاولات ملحوظة من قبل وسائل الإعلام أو أفراد لتحدى «خط الحزب» الصحيح في القضايا الخلافية. وسيجد الصحافيون العاملون في هذه البلدان على حافة المقبول أنفسهم غالبا هدفا لتهديدات متكررة من قبل عملاء الحكومة. وقد تتراوح هذه المخاطر بين تهديدات بسيطة على مستقبلهم المهني (الطرد من العمل، وضع الصحفي على القائمة السوداء) لتصل إلى التهديد بالقتل والخطف والتعذيب والاغتيال. وقد اعلنت «مراسلون بلا حدود» أن 42 صحفيا قتلوا في عام 2003 أثناء تأديتهم لواجبهم كما أودع في نفس العام 130 صحفيا السجون بسبب نشاطاتهم المهنية.

### نظرة تاريخية
الثورة الإنجليزية في عام 1688 نتج عنها سيادة البرلمان على التاج وفوق كل شيء حق التطور. كان جون لوك الملهم الرئيس لليبرالية الغربية. لأنه قرر منح بعضا من حقوقه الأساسية في الدولة الطبيعية (الحقوق الطبيعية) للصالح العام، فقد وضع الفرد بعضا من حقوقه في عهدة الحكومة. ودخل الناس عقدا اجتماعيا مع صاحبة السيادة (أو بمعنى آخر الحكومة) تضمن بنودا لحماية هذه الحقوق الفردية نيابة عن الناس حسبما كتبه جون لوك في كتابه اتفاقيتا الحكومة. كان لدى إنكلترا ولغاية العام 1694 نظاما مفصلا لمنح الإجازات. ولم يكن بالإمكان نشر أي منشور بدون رخصة من الحكومة. وقبل خمسين عاما أثناء الحرب الأهلية كتب جون ميلتون كراسه المعنون Areopagitica. وقد انتقد ميلتون في كراسه ذاك نظام الرقابة الذي تفرضه الحكومة وسخر من تلك الفكرة حينما كتب يقول «فيما يمكن للمدينين والجانحين أن يسافروا إلى خارج البلاد من دون وصي، فأن الكتب غير المسيئة لو أرادت أن تمشي خطوات فإنها لا يمكنها ذلك من دون سجان مرئي فوق عناوينها». ورغم أن المقالة تلك لم يكن لها تأثير كبير حينها في وقف ممارسة منح التراخيص الحكومية للمنشورات، إلا أنها ستعد فيما بعد من الأعمدة الرئيسية لحرية الصحافة.
حجة ميلتون القوية تمثلت في قوله بأن الفرد قادر على التعامل المنطقي وتمييز الخطأ من الصواب والسيئ من الجيد. ولكي يكون من الممكن ممارسة هذا الحق المنطقي ينبغي أن تكون للمرء الحرية الكاملة للإطلاع على آراء في «مواجهة حرة ومفتوحة». وقد نشأت عن كتابات ميلتون مفهوم «السوق المفتوحة للآراء»: حينما يتجادل الناس مع بعض فإن الحجج الجيدة هي التي تسود.
من أنواع التعبير الذي كان مقيدا في إنكلترا ذلك الذي يحظره قانون التشهير التحريضي والذي جعل من مسألة انتقاد الحكومة جريمة يحاسب عليها القانون. وكان الملك فوق كل الانتقادات وكانت التصريحات التي تنتقد الحكومة محظورة بقانون محكمة Star Camber (وهي محكمة قانونية في القصر الملكي في ويستمنستر بدأت أولى جلساتها عام 1487 وز انتهت أعمالها في 1641 حينما ألغيت المحكمة). لم تكن الحقيقة المجردة دفاعا قويا أمام قانون التشهير التحريضي، لان هدف القانون كان منع ومعاقبة كل انتقاد يوجه إلى الحكومة.
تعاطي ستيوارت مل مع إشكالية السلطة في مواجهة الحرية كان ينبع من وجهة نظر القرن التاسع عشر النفعية: أي للفرد حق التعبير عن نفسه طالما أنه لا يؤذي الآخرين. والمجتمع الجيد هو المنجتمع الذي يتمتع فيه أكبر عدد من أفراده بأكبر قدر من السعادة. بتطبيق المباديء العاتمة لحرية الفرد يقول ستيوارت مل بأننا لو أسكتنا رأيا واحدا فإننا نكون بذلك قد أسكتنا حقيقة. ولهذا فإن حرية الفرد في التعبير من هذا المنطلق أمر صحي وفي صالح المجتمع.
وفي كتابه (حول الحرية) عبر مل عن تطبيق المباديء العامة لحرية التعبير حين كتب قائلا:
«إذا كان البشرية جمعاء متفقين على رأي معين وهناك شخص واحد له رأي مغاير فليس بيد البشرية أي مبرر لإسكات رأي هذا الفرد بالضبط كما أنه ليس من حق ذلك الفرد وليس مبررا له إسكات البشرية جعاء».

#### ألمانيا النازية
دكتاتورية أدولف هتلر قمعت حرية الصحافة بشكل كامل. فلم يكن مسموحا للصحفيين كتابة أي شيء ضد هتلر وإلا كانوا سيخاطرون بالتعرض للسجن وحتى الموت. وكان النازيون هم دائما من يستغل الدعاية في صحفهم ووسائل الإعلام الأخرى.
أي بمعنى انه لم تكن هنالك حرية نازية فقط من اجل اعلاناتهم والتشهير للعدو والدفاع عن هتلر رغم قمهة وظلمه لكن هل هناك من كان يغامر بحياته وينتقض هتلر على افعاله؟
الإذاعة. أولى الوسائل الإخبارية التي تنقل الأحداث المحلية والعالمية؛ حيث يمكن للمذيع أن يقطع أي برنامج لإذاعة خبر ما بمجرد وصوله. ويعتمد ملايين الناس على الإذاعة، بالنسبة لنشرات الأخبار المنتظمة، والتنبؤات الجوية وغيرها.

#### الولايات المتحدة الأمريكية
صدرت أول صحيفة في المستعمرات البريطانية في أمريكا الشمالية وكانت «السلطة» تصدرها أي بمعنى أنها كانت تصدر بموجب ترخيص من الحكام الاستعماريين. وأول صحيفة دورية صدرت كانت (Boston News- Letter) وكان يصدرها جون كامثبيل، وكانت صحيفة أسبوعية بدأ صدورها عام 1704. وكان الحكام الاستعماريون الأوائل إما مديرو دوائر بريد أو ناشرين حكوميين، ولهذا كان من غير المحتمل أن يتحدوا سياسات الحكومة.
أول صحيفة مستقلة صدرت في المستمعرات البريطانية كانت صحيفة (New-England Courant) وكان يصدرها في بوسطن جيمس فرانكلين صدر أول عدد منها عام 1721. بعدها بسنوات قليلة اشترى شقيق فرانكلين الأصغر – بنيامين- صحيفة (Pennsylvania Gazette) التي كانت تصدر في فيلادلفيا والتي أصبحت صحيفة بارزة في العهد الاستعماري.
تم خلال تلك الفترة إلغاء نظام التراخيص للصحف فتسنى لها الصدور بحرية ونشر ما تريد من وجهات نظر مخالفة ولكنها كانت خاضعة للعقوبات بموجب قانون التشهير أو حتى قانون التحريض إذا كان ما تنشره من آراء يشكل تهديدا للحكومة. ويعود مفهوم «حرية الصحافة» الذي تم تضمينه في دستور الولايات المتحدة بالأصل إلى قضية محاكمة جون ثيتر زينتر من قبل الحاكم الاستعماري في نيويورك في عام 1735. وقد حصل زيتر على حكم بالبراءة من التهم الموجهة إليه بعد أن دفع محاميه أمام المحلفين (وخلافا للقانون الإنكليزي العريق) بالقول أنه ليس هناك أي تشهير حينما يتم نشر الحقيقة. ولكن حتى بعد هذه القضية الاحتفالية تمسك الحكام الاستعماريون والجمعيات الوطنية بصلاحية مقاضاة وحتى سجن الناشرين الذين ينشرون وجهات نظر مغايرة للحكومة.
وخلال الثورة الأمريكية اعترف القادة الثوريون بالصحافة الحرة كعنصر من عناصر الحرية التي سعوا للحفاظ عليها. وقد جاء في إعلان فيرجيينا للحقوق (في 1776) بان: «حرية الصحافة إحدى أهم أسس الحرية ولا أحد يقيدها أبدا سوى الحكومات الاستبدادية». وعلى نفس المنوال ورد في دستور ماساشوسيتس (في عام 1780): «إن حرية الصحافة أمر أساسي لضمان الحرية في الدولة: ولهذا يجب ان لا يتم تقييدها في هذا الكومنولث». وعلى هدى هذين المثالين حرم التعديل الأول على الدستور الأمريكي؛ الكونغرس، من سلطة اختزال حرية الصحافة وكذلك حرية التعبير المرتبطة بها ارتباطا وثيقا.

## ميثاق الصحفيين
ميثاق الصحفيين يماثل ميثاق الأطباء، يلتزم بالأمانة والخلق الحسن واحترام الذات واحترام المهنة. في بعض البلاد تنظف نقابة الصحفيين نفسها بنفسها وتحذير المخالف بل وإيقافه. من يقوم بالتشهير أو ترويج الأشاعات فمن حق المتضرر رفع دعوى بالمحكمة ضد المحرر الذي يلحق به ضررا، وربما يصبح رئيس التحرير مسؤولا أيضا عن الأخبار الكاذبة، فيكون القضاء هو الملجأ الأخير.